# Irmgard und die Widerstandssocken
Irmgard und die Widerstandssocken ist ein Dokumentarfilm von Claus Strigel aus dem Jahr 2018. Er zeigt das Leben und den Widerstand der Umwelt-Aktivistin Irmgard Gietl gegen die atomare Wiederaufarbeitungsanlage Wackersdorf (WAA).

## Inhalt
Als in ihrer Oberpfälzer Heimat 1985 die atomare Wiederaufarbeitungsanlage in Wackersdorf gebaut werden soll, ändert sich Irmgard Gietls Leben radikal. Mit ungeahnten Kräften kämpft sie gegen den Bau der umstrittenen Atomanlage in Bayern. Als „strickende Rebellin“ ist sie auch in Japan bis heute Vorbild für die Gegner der dortigen Wiederaufarbeitungsanlage Rokkasho. Ihre „Widerstandssocken“ werden dort immer noch zu Motivationszwecken in Ehren gehalten.

## Produktion und Veröffentlichung
Die Dokumentation entstand unter der Regie von Claus Strigel für die Reihe Lebenslinien des BR Fernsehens, in welcher wöchentlich über besondere, meist nicht in der Öffentlichkeit stehende Menschen berichtet wird. Redaktionell verantwortet wurde die Folge von Christian Baudissin. Erstmals gesendet wurde sie am 16. Juli 2018, der Radiosender BR-Klassik veröffentlichte zusätzlich eine Hörfassung.
Die Protagonistin Imgard Gietl kam bereits 1986 in der Dokumentation Spaltprozesse zu Wort, die Claus Strigel gemeinsam mit Bertram Verhaag realisierte. In einer Folge der Reihe Frauengeschichten ging es 1988 erstmals ausschließlich um sie und im Spielfilm Wackersdorf von 2018 gab es mit der Figur der Frau Huber einen Charakter, der sich an ihre Person anlehnte. Ein halbes Jahr vor ihrem Tod erhielt Irmgard Dietl im Dezember 2022 den Ehrenpreis des Nuclear-Free Future Award.